# Bembrops nelsoni
Bembrops nelsoni és una espècie de peix de la família dels percòfids i de l'ordre dels perciformes.

## Hàbitat i distribució geogràfica
És un peix marí, bentònic i batidemersal (entre 285 i 297 m de fondària), el qual viu al Pacífic occidental central: el talús continental del mar d'Arafura i del nord d'Austràlia (el Territori del Nord).

## Observacions
És inofensiu per als humans.